# 그린 커리
그린 커리(영어: green curry) 또는 깽 키아오 완(태국어: แกงเขียวหวาน)은 깽(태국식 커리)의 일종으로, 풋새눈고추를 넣어 만든 커리 페이스트로 만들어 초록색을 띤다.

## 이름
태국어 "깽 키아오 완(แกงเขียวหวาน"은 "달콤한 초록색 커리"라는 뜻이다. "깽(แกง)"은 태국의 국물 음식을 가리키는 말로, "태국식 커리"라고도 불린다. "키아오(เขียว)"는 "초록색"을 뜻하며, "완(หวาน)"은 "달콤한"이라는 뜻이다.

## 만들기

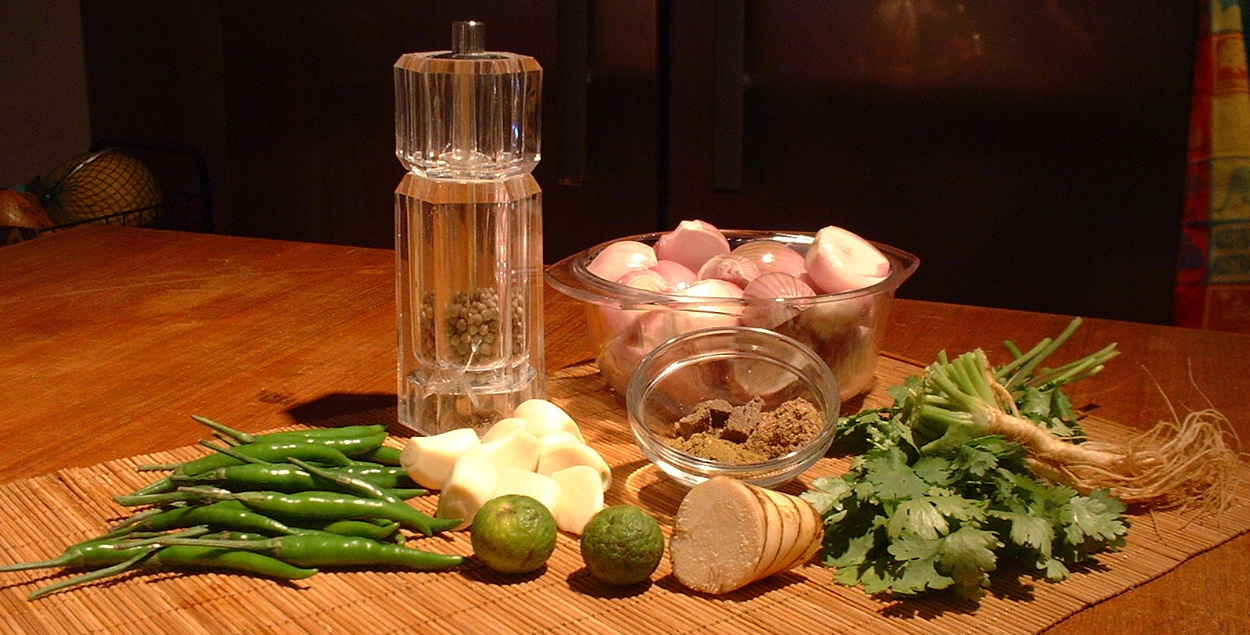
그린 커리 페이스트 재료

그린 커리 페이스트는 풋새눈고추, 마늘, 샬롯, 큰고량강, 레몬그래스, 고수 뿌리, 카피르라임 제스트, 쿠민, 깟씨, 백후추, 소금, 까삐(새우장) 등을 막자사발에 빻아 만든다.
그린 커리는 코코넛 밀크와 커리 페이스트에 닭고기 등 고기, 태국가지, 동아, 죽순 등 채소, 카피르라임 잎 등을 넣어 끓이다가, 야자당과 소금 또는 남 쁠라(어장)로 간하고 마지막에 홍고추(치파고추)와 타이바질을 넣어 낸다.
주로 재스민쌀로 만든 쌀밥이나 카놈 찐 등 쌀국수와 함께 먹는다.

## 같이 보기
- 레드 커리
- 옐로 커리
- 팔라크 파니르